# Mildred Coles
Mildred Coles (* 9. April 1876 in Cranbrook; † 24. Februar 1937 in Folkestone) war eine englische Tennisspielerin.

## Biografie
Mildred Coles war die Tochter eines Farmers und Obstbauern in Kent. Tennis war über ein Jahrhundert im Blut der Coles. Die Schwester von Mildred, Jessie Coles, spielte von 1907 bis 1913 in Wimbledon. Mildreds Großnichte Glynis Coles war besonders in den 1970er-Jahren eine passable Doppelspielerin.
Mildred selbst spielte 1905 das erste Mal in Wimbledon und erreichte dort die dritte Runde. Ihr bestes Resultat war dabei das Erreichen der letzten Acht, was ihr 1911, als sie Edith Hannam unterlag, und 1913, als sie Dorothy Lambert Chambers unterlag, gelang. Coles nahm 1908 am Tenniswettbewerb der Olympischen Sommerspiele in London teil. Im Hallen-Einzel unterlag sie zum Auftakt Elsa Wallenberg aus Schweden. Nach 1:1 Sätzen lag sie im dritten Satz zunächst 0:4 zurück, ehe sie fünf Spiele in Folge gewann und mit 5:4 und 40:15 führte. Bei zwei Matchbällen musste sie wegen einer Handgelenksverletzung das Match aufgeben.
Nach dem Wimbledon-Turnier 1913 reiste Coles durch Südafrika und traf dort ihren späteren Ehemann C. N. Davis, ebenfalls ein Tennisspieler. Nach neun Jahren Abwesenheit spielte Coles 1922 wieder in Wimbledon, 1925 nahm sie mit 49 Jahren das letzte Mal teil.